# Ruth Lüthi
Pour les articles homonymes, voir Lüthi.
Ruth Lüthi, née le 14 septembre 1947 à Granges (originaire d'Oekingen et de Bolken), est une personnalité politique suisse, membre du parti socialiste.
Elle est présidente du parti socialiste fribourgeois de 1988 à 1992 et conseillère d'État de 1991 à 2006, à la tête de la Direction de la santé publique et des affaires sociales. Elle est la première femme de Suisse romande qui accède à la présidence d'un gouvernement cantonal en 1996.

## Sources
- Georges Andrey, John Clerc, Jean-Pierre Dorand et Nicolas Gex, Le Conseil d’État fribourgeois : 1848-2011 : son histoire, son organisation, ses membres, Fribourg, Éditions La Sarine, 2012, 143 p. (ISBN 978-2-88355-153-4, lire en ligne), p. 106-7
- Histoire sommaire du PSF, annuaire officiel, Bulletin du Grand Conseil, Bulletin officiel de l'Assemblée fédérale vol. 2002, Chronique fribourgeoise, informations de presse.